# Pinelema spirulata
Espèce
Pinelema spirulata est une espèce d'araignées aranéomorphes de la famille des Telemidae.

## Distribution
Cette espèce est endémique de la province de Phú Thọ au Viêt Nam,. Elle se rencontre dans le parc national de Xuan Son dans la grotte Hang Lap.

## Description
Le mâle holotype mesure 0,97 mm et la femelle paratype 1,30 mm.

## Publication originale
- Zhao, Pham, Song, Do & Li, 2018 : Seven new species of Pinelema from Vietnam (Araneae, Telemidae). ZooKeys, no 734, p. 13-42.